# Tuyến tiền liệt
 Tuyến tiền liệt (tiền liệt tuyến hay nhiếp hộ tuyến) là một tuyến tiết sinh dục giống đực, nằm dưới đáy bàng quang và vây quanh đoạn đầu niệu đạo của động vật có vú. Có chức năng chính là tiết ra một chất dịch được hoà với tinh dịch, giúp bảo vệ tinh dịch chống lại các tác nhân gây bệnh giúp cho tinh trùng hoạt động thuận lợi và tạo điều kiện cho sự thụ thai dễ dàng.
Chất dịch của tuyến tiền liệt được dương vật tiết ra ngay khi mới xuất tinh, cùng với đa số tinh trùng. So sánh với nửa sau của quá trình xuất tinh gồm ít tinh trùng hơn và nhiều tinh dịch, các tinh trùng được xuất ra kèm với chất dịch của tuyến tiền liệt có khả năng di chuyển tốt hơn, sống lâu hơn và có khả năng giữ gene di truyền tốt hơn.
Tuyến tiền liệt cũng có một số cơ trơn giúp đẩy tinh dịch ra ngoài trong quá trình xuất tinh.

## Cấu trúc

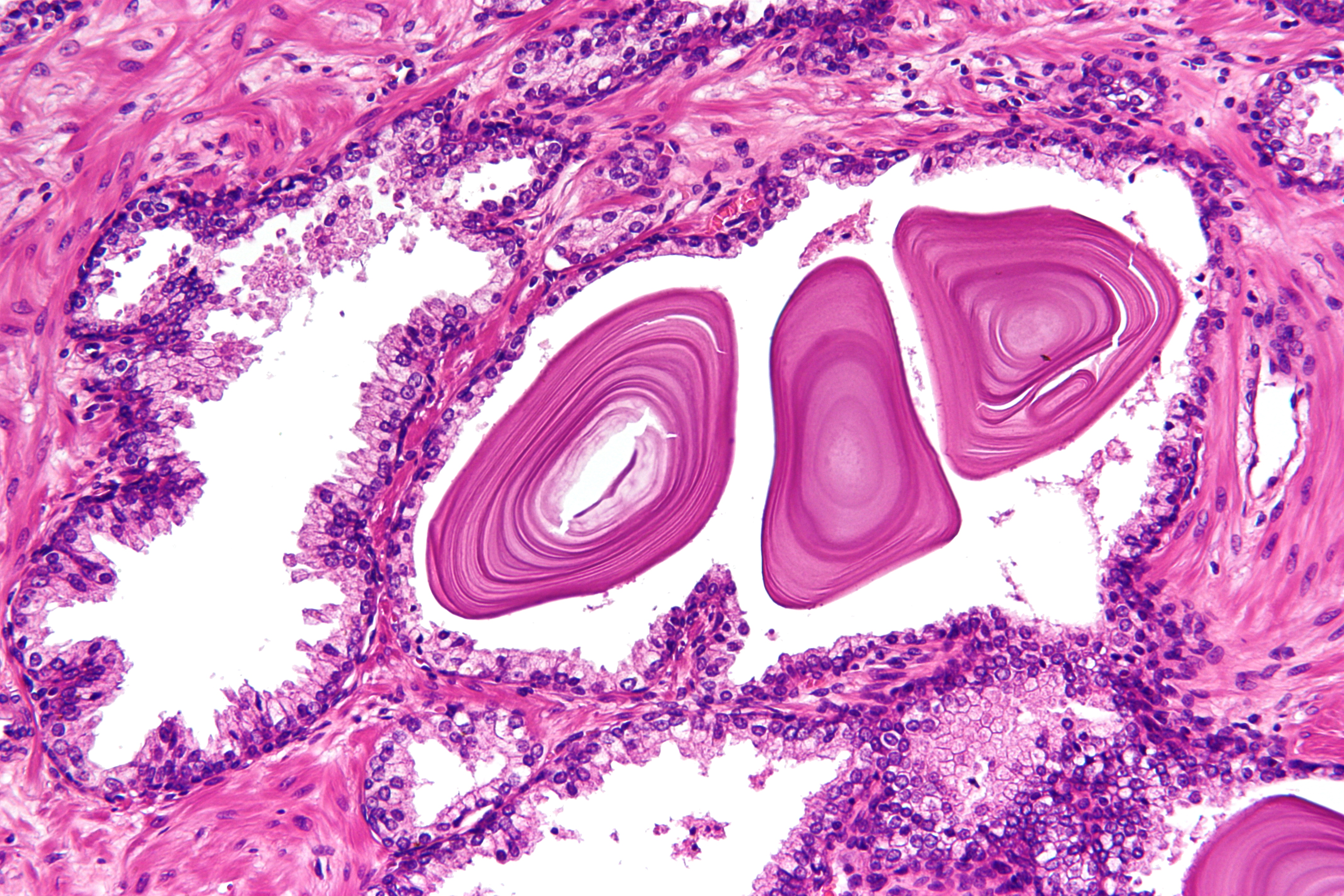
Micrograph of benign prostatic glands with corpora amylacea. H&E stain.

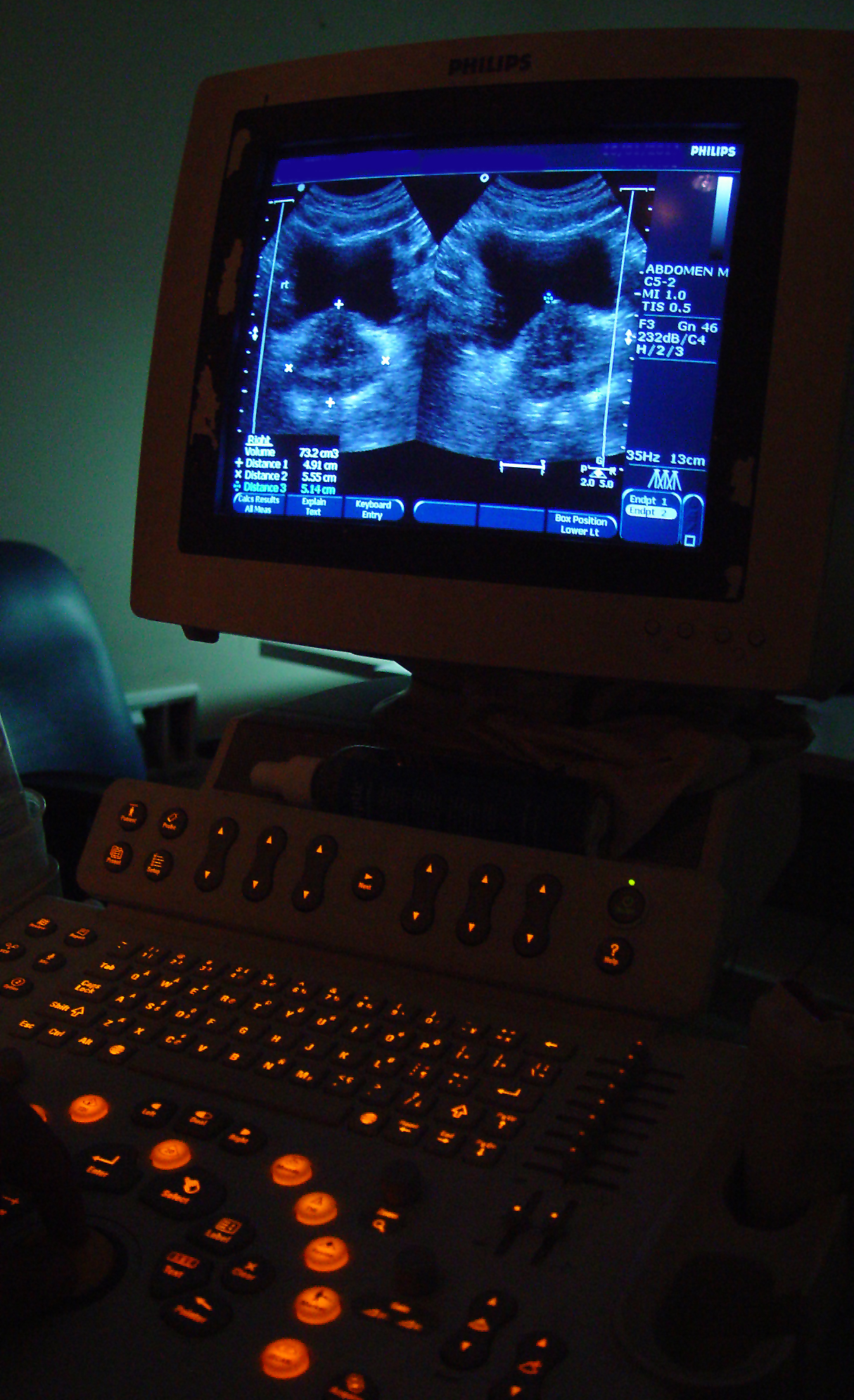
Urinary bladder (black butterfly-like shape) and hyperplastic prostate (BPH) visualized by Medical ultrasonography technique

### Phôi thai
Tuyến tiền liệt được hình thành trong khoảng 7 tuần lễ đầu của thời kỳ bào thai, ban đầu cơ quan hóa sinh dục của hai giới nam nữ có bề ngoài giống nhau, sau đó mới biệt hóa và phát triển hình thái đặc thù cho từng giới cả bên trong lẫn bên ngoài. Vì vậy tuyến tiền liệt ở nam giới chính là vết tích của tử cung còn sót lại, thường không được biết đến trừ phi nó to ra khi đã có tuổi.

### Vị trí
Tuyến tiền liệt nằm trên hoành chậu hông, dưới bàng quang, sau xương mu, giữa hai cơ nâng hậu môn và trước trực tràng, nó bọc quanh niệu đạo sau.

### Kích thước
Tuyến tiền liệt phát triển trong suốt cuộc đời của giới nam.
Khi mới sinh tuyến tiền liệt nhỏ bằng hạt đậu.
Khi trưởng thành, tuyến này có kích cỡ ổn định, rộng khoảng 4 cm, cao khoảng 3 cm và dày khoảng 2,5 cm. 
Khi qua tuổi 50 tuyến này bắt đầu lớn dần lên, gọi là phì đại tuyến tiền liệt ở dạng lành tính, không phải là ung thư tuyến tiền liệt. Tuy nhiên nó có thể gây chèn ép niệu đạo, ảnh hưởng đến quá trình vận chuyển nước tiểu, gây ra một số vấn đề về tiểu tiện như tiểu khó, tiểu lắt nhắt, tiểu nhiều...

### Khối lượng
Trọng lượng tuyến tiền liệt khoảng từ 15-25g, trung bình là 18g.

### Hình thể ngoài
Tuyến tiền liệt có hình nón hoặc hình trứng, mà đáy ở trên rộng, đỉnh ở dưới hẹp. Ở người trưởng thành nó có hình dạng như một quả óc chó. Có 4 mặt là mặt trước, mặt sau và hai mặt dưới bên. Là nơi đi qua của niệu đạo tiền liệt tuyến.

### Phân thùy
Chia làm 3 thùy:
- Thùy phải
- Thùy trái ngăn cách với thùy phải bởi một rãnh ở mặt sau.
- Thùy giữa hay eo tiền liệt tuyến nằm giữa niệu đạo và ống phóng tinh.

### Phân vùng giải phẫu
Về phương diện giải phẫu học ứng dụng, để tránh nhầm lẫn, McNeal phân chia tiền liệt tuyến thành 4 vùng:
- Vùng ngoại vi
- Vùng trung tâm
- Vùng chuyển tiếp
- Vùng đệm.

Niệu đạo là mốc dùng để phân chia. Phía sau niệu đạo là vùng trung tâm, phía trước là vùng đệm.

### Liên quan của Tiền liệt tuyến
- Phía sau bên có thần kinh cương (thần kinh hang dương vật) chạy từ tiền liệt tuyến trong phần mạc thành chậu (mạc bên của tiền liệt tuyến). Để bảo tồn các thần kinh này, lớp mạc này cần được bên tiền liệt tuyến và trước bó mạch thần kinh
- Đỉnh của tiền liệt tuyến liên tục với cơ vòng niệu đạo.

### Phương tiện cố định tiền liệt tuyến
- Dây chằng mu tiền liệt tuyến
- Hoành niệu sinh dục
- Bàng quang
- Bao tuyến tiền liệt
- Mạc Denonvilliers

### Hình thể bên trong
- Niệu đạo và trục TLT bắt chéo ở phía dưới gần đỉnh tuyến nên hầu hết niệu đạo ở trước trục tuyến, nhưng có khi có 1 phần nhỏ của tuyến trước niệu đạo.
- Mào niệu đạo : ở ngay giữa niệu đạo TLT có 1 chỗ nổi gờ lên, có khi liên tiếp với lưỡi BQ ở trên và đi xuống đến tận niệu đạo màng bên dưới.
- Lồi tinh : ở chỗ giữa 1/3 giữa và 1/3 dưới của đoạn niệu đạo TLT, mào niệu đạo nở rộng thành 1 lồi hình bầu dục. Ở giữa lồi tinh có lỗ của túi bầu dục TLT và 2 bên có 2 lỗ của ống phóng tinh. Túi bầu dục của TLT là dấu vết còn lại của phần cuối ống cận trung thận, tương ứng với tử cung và âm đạo ở nữ.
- Hai bên lồi tinh là 2 rãnh, ở đáy rãnh có nhiều lỗ nhỏ của các ống tuyến đổ vào.
- Xoang TLT : là nơi lõm xuống nằm trên mặt trái và phải của mào niệu đạo, nơi đổ vào của các ống tuyến TLT và niệu đạo.

### Cấu tạo
- Tiền liệt tuyến gồm khoảng 70% mô tuyến và 30% lớp đệm mô sợi cơ. Lớp đệm liên tục với vỏ và bao gồm các sợi collagen và nhiều sợi cơ trơn. Nó bao quanh và có các tuyến của tiền liệt tuyến và co bóp trong lúc phóng tinh đổ chất tiết tiền liệt tuyến vào niệu đạo
- Tiền liệt tuyến được bao bọc bởi một vỏ gồm: collagen, elastin, và nhiều sợi cơ trơn. Vỏ ở mặt trước và bên dày trung bình 0,5 mm.
- Các tuyến tiền liệt bình thường có thể thấy ở cơ vòng vân mà không có lớp mô đệm hay "lớp vỏ". Ở đáy tiền liệt tuyến, các sợi dọc detrusor hoà lẫn và bện với lớp mô sợi cơ của lớp vỏ.

## Mạch máu và thần kinh

### Động mạch
Tiền liệt tuyến được cung cấp máu bởi động mạch bàng quang dưới và động mạch trực tràng giữa.

### Tĩnh mạch
- Dẫn lưu hệ tĩnh mạch TLT qua đám rối quanh TLT, tạo thành đám rối tĩnh mạch TLT.
Thần kinh: đám rối tuyến tiền liệt tách ra từ đám rối hạ vị

## Chức năng
Tuyến tiền liệt có chức năng tiết ra dung dịch chất kiềm màu trắng. Dung dịch này chiếm 25-50% dung lượng của tinh dịch. Dung dịch từ tuyến tiền liệt tăng cường khả năng di động của tinh trùng và giúp làm nhờn niệu đạo khi xuất tinh

## Bệnh lý tuyến tiền liệt

### Thắt ống dẫn tinh và nguy cơ ung thư tuyến tiền liệt
Năm 1983, tạp chí của Hiệp hội Y khoa Mỹ công bố mối quan hệ giữa ống thắt dẫn tinh và việc tăng nguy cơ ung thư tuyến tiền liệt. Nghiên cứu báo cáo trên 48.000 nam giới thì có 29.000 nam giới có thắt ống dẫn tinh, cho thấy tỷ lệ 66 phần trăm có nguy cơ bị ung thư tuyến tiền liệt hơn 56 phần trăm so với người không thắt ống dẫn tinh. Nguy cơ này tăng theo độ tuổi và số năm kể từ khi thắt ống dẫn tinh đã được thực hiện.
Tuy nhiên, tháng 3 năm đó Viện quốc gia về sức khỏe trẻ em và Phát triển con người đã tổ chức một hội nghị đồng tài trợ bởi Viện Ung thư Quốc gia và những người khác để xem xét các dữ liệu có sẵn và thông tin về các mối liên hệ giữa ung thư tuyến tiền liệt và thắt ống dẫn tinh. Nó được xác định rằng mối quan hệ này có liên quan không cao, và thậm chí nếu có một thắt ống dẫn tinh tăng nguy cơ của một người, nguy cơ tương đối nhỏ.
Năm 1997, NCI đã tổ chức một cuộc họp với các bệnh ung thư tuyến tiền liệt Progressive Review Group (một ủy ban các nhà khoa học, nhân viên y tế, và những người khác). Báo cáo cuối cùng của họ, được công bố vào năm 1998 tuyên bố rằng bằng chứng rằng thắt ống dẫn tinh để giúp phát triển ung thư tuyến tiền liệt là ít nhất.

## Tuyến tiền liệt ở nữ
Tuyến Skene, còn gọi là các tuyến paraurethral, được tìm thấy ở phụ nữ, có mối tương đồng với tuyến tiền liệt ở nam giới. Tuy nhiên, về phương diện giải phẫu học, tử cung là ở vị trí tương tự như tuyến tiền liệt. Năm 2002, tuyến Skene đã chính thức đổi tên thành nữ thư tuyến tiền liệt của Ủy ban Quốc tế Liên bang về phẫu thuật ngữ.
Tuyến tiền liệt nữ , cũng như tuyến tiền liệt nam, tiết PSA và mức tăng kháng nguyên này trong sự hiện diện của ung thư biểu mô tuyến. Tuyến cũng tiết chất lỏng, giống như tuyến tiền liệt nam giới, tạo cực khoái.

## Tuyến tiền liệt ở các động vật có vú khác
Tuyến tiền liệt được tìm thấy như là một tuyến phụ của chuột đực trong tất cả các động vật có vú trừ edentates, Martens, lửng và rái cá. Các tuyến tiền liệt của loài thú có túi đực là tương ứng lớn hơn so với những động vật có vú nhau thai. Các cấu trúc của tuyến tiền liệt thay đổi, từ tubuloalveolar (như ở người) để hình ống nhánh. Các tuyến được đặc biệt phát triển ở chó, cáo và lợn, mặc dù trong động vật có vú khác, chẳng hạn như ở bò, nó có thể nhỏ và kín đáo. Chó có thể sản xuất trong một giờ dịch tuyến tiền liệt nhiều như là ở người có thể tạo ra trong một ngày. Chúng tiết ra chất dịch này cùng với nước tiểu của mình để đánh dấu lãnh thổ. Trong nhiều động vật gặm nhấm và loài dơi, các dịch tuyến tiền liệt có chứa một chất kết tủa. Chất này trộn lẫn với tinh dịch và coagulates khi giao phối để tạo thành một cấm giao phối tạm thời ngăn cản giao phối với nhau hơn nữa.
Tuyến tiền liệt bắt nguồn từ các mô trong tường niệu đạo. Điều này có nghĩa là niệu đạo, một ống nén được sử dụng để đi tiểu, chạy qua giữa tuyến tiền liệt. Điều này dẫn đến một lỗi thiết kế về mặt tiến hóa cho một số động vật có vú, bao gồm cả nam giới ở người. Tuyến tiền liệt dễ bị nhiễm trùng và phì đại gây thắt niệu đạo làm cho việc đi tiểu trở nên khó và thậm chí nặng hơn còn không đi tiểu được.
Tuyến Skene được tìm thấy ở cả người và động vật gặm nhấm cái. Trong lịch sử nó đã được coi là một dấu tích nội tạng, nhưng gần đây nó đã được phát hiện ra rằng nó tạo ra các dấu hiệu protein cùng, PSA và PAB, như tuyến tiền liệt của nam giới. Điều này có nghĩa là chức năng tuyến Skene như một tuyến tiền liệt cái, một mô học homolog để tuyến tiền liệt nam giới.

## Hình ảnh

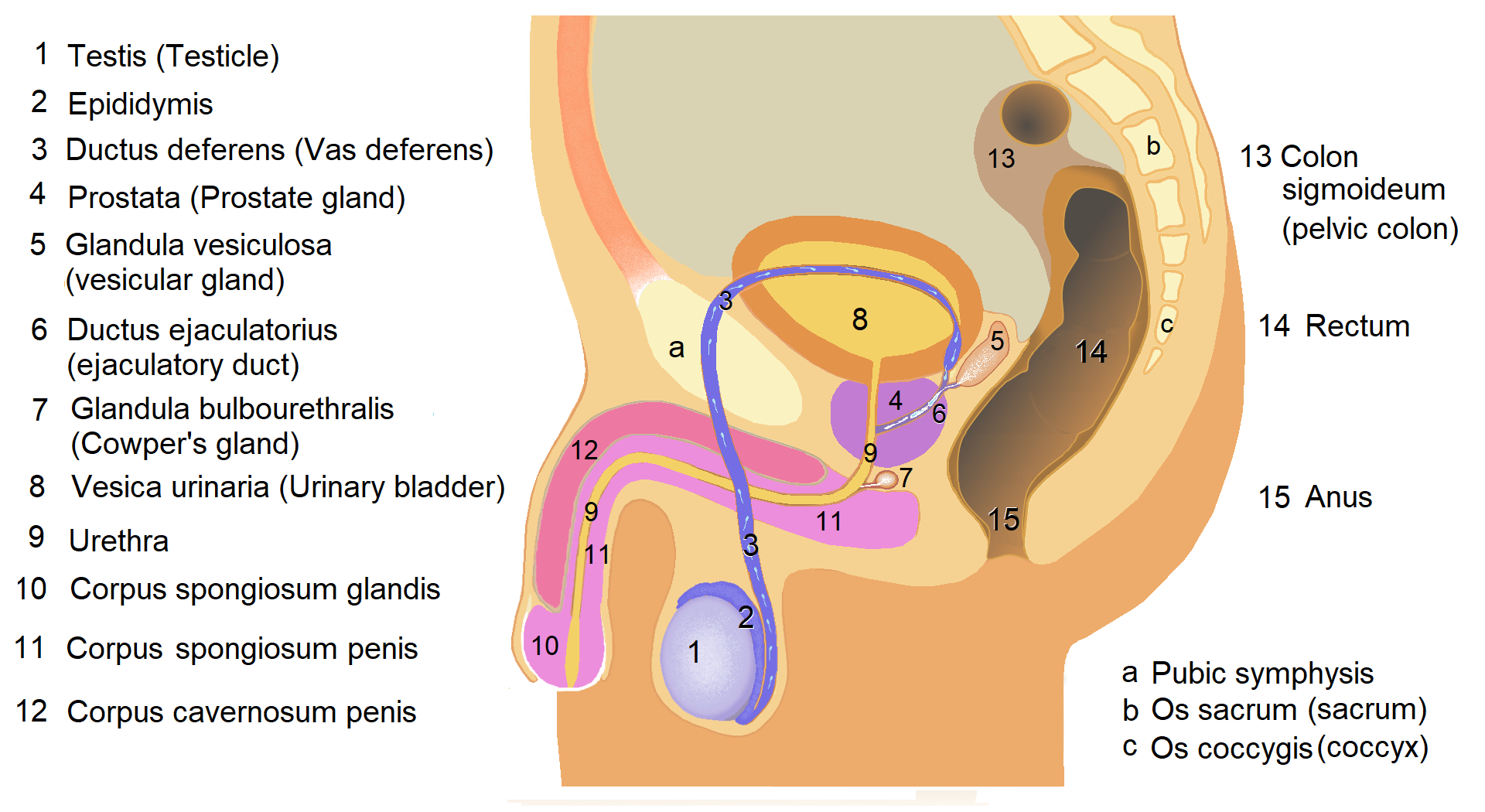
Tiết diện cơ thể với vị trí của nhiếp hộ tuyến (prostate) ở ngay dưới bàng quang

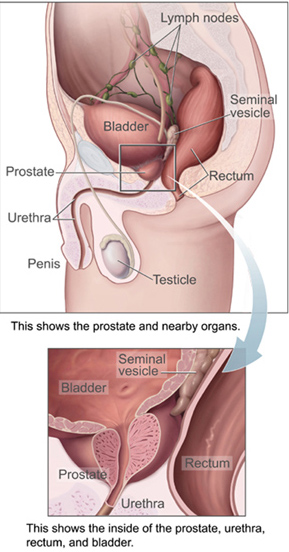
Nhiếp hộ tuyến nhìn từ đằng trước và trên xuống.

- Bàng quang
- Cấu trúc của dương vật
- Thùy của tuyến tiền liệt
- Các khu vực của tuyến tiền liệt
- Tuyến tiền liệt
- Các tuyến vi mô của tuyến tiền liệt
- Giải phẫu nam
- Các nhánh sâu hơn của động mạch lưng trong
- Bạch huyết của tuyến tiền liệt
- Cơ sở của bàng quang với các túi tinh
- Túi tinh và ống dẫn tinh, nhìn từ phía trước
- Mặt cắt dọc của bàng quang, dương vật và niệu đạo
- Bóc tách tuyến tiền liệt cho thấy niệu đạo tuyến tiền liệt